# 한국전통주연구소
한국전통주연구소(소장 박록담)는 가양주 및 전통주에 대한 교육, 전통주 제조법의 계승발전을 위한 체계적인 기록과 양조법의 연구 및 보존 등 목적으로 2006년 7월 27일 설립된 대한민국 농림수산식품부 소관의 사단법인이다.

## 주요 사업
- 전통주 조사·연구 - 발굴조사, 재현 사업 등
- 전통주 전시·발표회
- 전통주 상품 개발 사업
- 국제교류산업 - 세미나 및 각종 이벤트